# 瓦尔登布赫
瓦尔登布赫（德語：Waldenbuch，發音：[ˈvaldn̩ˌbuːx] ⓘ）是德国巴登-符腾堡州斯图加特行政区伯布林根县的城市，面积22.7平方千米，2023年12月31日人口为8,796人。